# 楳垣実
楳垣 実（うめがき みのる、1901年2月18日 - 1976年2月29日）は、日本の言語学者。専門は、比較語学・方言・隠語。外来語辞典や隠語辞典を編纂したことで知られるが、語源についての随筆もある。
京都府生まれ。1923年同志社大学文学部英文学科卒業。1924年長野県木曽中学校（現長野県木曽高等学校）嘱託。同志社大学教授、太平洋戦争では南支に従軍。和歌山大学教授、1952年帝塚山学院短期大学教授、1966年定年、関西外国語大学教授。1972年紫綬褒章受勲。

## 著書
- 「日本外來語の研究」1943年 青年通信社出版部
- 『京言葉』高桐書院　1946
- 『京都のわらべ唄』関書院　1947
- 「京都年中行事」新版 1948年 関書院
- 「船場言葉」1955年 近畿方言学会
- 「猫も杓子も―語原随筆」1960年 関書院　のち創拓社（語源随筆）
- 「江戸のかたきを長崎で―続語源随筆」1961年 関書院　のち創拓社
- 「嫁が君―語原随筆」1961年 東京堂
- 「バラとさくら―日英比較言語学入門」1961年 大修館書店
- 『隠語 ことばの狂い咲き』東京堂　1962
- 「舶来語・古典語典」1962年 東峰出版
- 「日本外来語の研究」1963年 研究社出版
- 『あの道この道』楳垣実教授退職記念会 1966
- 『外来語のカルテ』ELEC出版部　エレック選書　1973　「外来語」講談社文庫
- 「日本の忌みことば」1973年 岩崎美術社
- 「日英比較表現論」1975年 大修館書店

### 編著
- 『隠語辞典』東京堂　1956
- 『近畿方言の総合的研究』三省堂　1962
- 「兵庫県丹波方言文例調査」近畿方言学会と共著 1962年 近畿方言学会
- 『外来語辞典』東京堂出版　1966